# 瓊加拉山 (阿雷基帕大區)
15°23′50″S 71°35′25″W / 15.39722°S 71.59028°W
瓊加拉山（Chungara），是秘魯的山峰，位於該國南部阿雷基帕大區，由卡伊尤馬區和圖蒂區負責管轄，屬於奇拉山脈的一部分，海拔高度5,000米。